# Chelonanthus albus
Chelonanthus albus là một loài thực vật có hoa trong họ Long đởm. Loài này được (Spruce ex Progel) V.M.Badillo mô tả khoa học đầu tiên năm 1947.